# Абдурахман Нуредин паша
Абдурахман Нуредин (Нуретин) паша (на турски: Abdurrahman Nureddin (Nurettin) Paşa) е османски офицер и чиновник, велик везир.

## Биография
Роден е в 1836 година в Кютахия. Син е на везира Хаджи Али паша и потомък на беговете на Гермиян. Баща му му осигурява добро образование като лично въвежда сина си в тънкостите на административната работа. Хаджи Али паша е назначен за валия в Кастамону, където и умира. Абдурахман Нуредин паша работи в местните администрации и заема серия валийски постове – Призрен (1872 – 1873), Русе (1873 – 1874), Анкара (1874 – 1875), Багдад (1875 – 1877 и 1879 – 1880), където командва и Шеста армия, Диарбекир (1877 – 1879).
През май 1882 година става велик везир вместо Кючюк Мехмед Саид паша, но заема поста за кратък период от време и в юни султан Абдул Хамид II го уволнява. Следващите девет години, от 1882 до 1891 година, е валия на Кастамону. При неговото управление се повишава качеството на образованието и търговията е в подем.
Валия е в Измир (от ноември 1891 до май 1893 година) и Одрин (1893 – 1895), а после почти дванадесет години от 1895 година заема поста министър на правосъдието. Има репутация на порядъчен човек. След Младотурската революция в 1908 година подава оставка.
Умира в 1912 година в Истанбул.